# Seznam estonskih rokoborcev
Seznam estonskih rokoborcev.

## J
- Jaan Jaago (1887-1949)

## H
- Georg Hackenschmidt (1878-1968)

## K
- Martin Klein (1884-1947)
- Johannes Kotkas (1915-1998)

## L
- Georg Lurich (1876-1920)

## N
- August Neo (1908-1982)

## P
- Kristjan Palusalu (1908-1987)